# Пфеферс
Пфеферс (нем. Pfäfers) — коммуна в Швейцарии, в кантоне Санкт-Галлен. 
Входит в состав округа Зарганзерланд. Население составляет 1578 человек (на 31 декабря 2006 года). Официальный код — 3294.

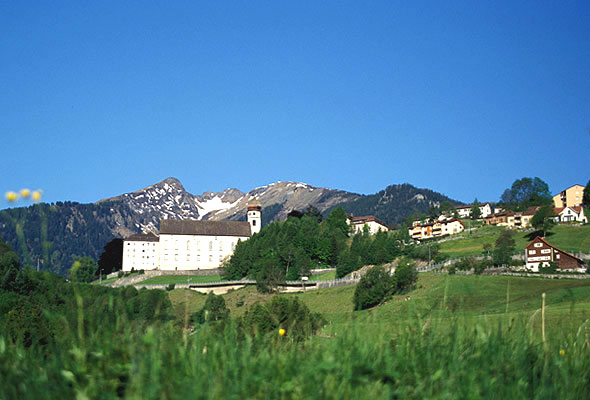
Монастырь